# 장 8세 드 방돔 백작
장 8세 드 부르봉(Jean VIII de Bourbon, 1425년 - 1477년 1월 6일)은 1466년부터 사망할때까지의 방돔 백작이다. 부르봉가 출신인 그는 루이 1세 드 부르봉방돔의 아들이자 후임자였다. 샤를 7세의 조신으로서, 그는 노르망디와 기옌에서 잉글랜드군과 싸웠다. 그는 루이 11세에게 붙었으나, 신임을 얻지 못했다. 그는 라바르뎅의 성으로 돌아가 그것의 건축을 완성하였다.
1454년, 그는 앙주의 청지기인 루이 드 보보(Louis de Beauvau)와 마르그리트 드 샹블리(Marguerite de Chambley)의 딸 이자벨 드 보보와 혼인했다 그들은 8명의 자식을 두었다:
- 잔(Jeanne) : 그랑프레(Grandpré) 백작 루이와 혼인
- 카트린(Catherine) : 질베르 드 샤반(Gilbert de Chabannes)과 혼인
- 잔 : 장 2세 드 부르봉과 초혼을 했고 장 3세 도베르뉴와 재혼함.
- 르네(Renée) : 퐁테브로 수도원의 수녀원장
- 프랑수아 드 부르봉방돔 (1470–1495)
- 루이 : 라로슈쉬르용(La Roche-sur-Yon) 공작
- 샬로트(harlotte) : 엥질베르 드 느베르와 혼인
- 이자벨(Isabelle) : 라트리니테 드 캉(la Trinité de Caen) 수녀원장

장은 또한 두 명의 사생아를 두었다:
- 루이 : 아르랑슈 주교
- 자크(Jacques) : 발루아와 방돔의 관리 (1455 - 1524)이며, 앙리 4세의 애첩인 가브리엘 데스트레의 친할어머니인 카트린 드 부르봉(Catherine de Bourbon)의 아버지다.